# Koreai naptár
A koreai naptár egy holdnaptár, ami a kínai naptárból származtatható. Bár nem hivatalos naptár, Dél-Koreában a hagyományos koreai naptárat a kormány továbbra is használja. A jelenlegi verzió a kínai Sihszien (Shixian) naptáron (koreaiul szihonljok (시헌력, siheonnyeok, handzsa: 時 憲 暦)) alapul, amelyet jezsuita tudósok fejlesztettek ki. A koreai naptár a Koreából látható Hold állásain alapul. Néha a naptár egy nappal eltér a hagyományos kínai naptártól, bár az alapul szolgáló szabály ugyanaz. Ennek eredményeképpen az újév napja különbözhet a két ország között, ami 1997-ben történt meg.